# Corydoras ellisae
Corydoras ellisae är en fiskart som beskrevs av Gosline, 1940. Den ingår i släktet Corydoras och familjen Callichthyidae, och är uppkallad efter den amerikanska iktyologen Marion Durbin Ellis. Inga underarter finns listade i Catalogue of Life.